# Garnieria spathulifolia
Garnieria spathulifolia är en tvåhjärtbladig växtart som först beskrevs av Brongn. & Gris, och fick sitt nu gällande namn av Brongn. & Gris. Garnieria spathulifolia ingår i släktet Garnieria och familjen Proteaceae. Inga underarter finns listade i Catalogue of Life.